# Tachyoryctes ankoliae
Tachyoryctes ankoliae är en däggdjursart som beskrevs av Thomas 1909. Tachyoryctes ankoliae ingår i släktet afrikanska rotråttor och familjen råttdjur. Inga underarter finns listade i Catalogue of Life.
Arten beskrevs efter en individ från sydvästra Uganda. Den godkänns inte av IUCN. Där listas Tachyoryctes ankoliae som synonym till Tachyoryctes splendens.